# 鳧舞川

鳧舞川（けりまいがわ）は、北海道日高振興局管内を流れる二級河川。鳧舞川水系の本流である。

## 地理
北海道日高郡新ひだか町にあるピリガイ山に源を発し、日高山脈支稜西斜面を流れて太平洋に注ぐ。下流右岸には河岸段丘が発達している。

## 川名の由来
松浦武四郎の『東蝦夷日誌』ではアイヌ語で「ケリマㇷ゚」と呼ばれていたことが記されており、その由来については、下記の解釈がある。
1. 「ケリマㇷ゚（keri-ma-p）」（履物〔ケリ〕・焼く・ところ）
  - 永田方正による解釈。かつて飢饉があり食料が尽きケリ（魚皮でできた履物）まで食べ始めた、との伝説から。
2. 「ケリオマㇷ゚（keri-oma-p）」（履物〔ケリ〕・ある・ところ）
  - 松浦武四郎が『東蝦夷日誌』に「ケリマㇷ゚」の原義として記したもの。かつて戦いがあり籠城した際に、食料が尽きケリを食べ始めた、との伝説から。
3. 「ケロオマㇷ゚（kero-oma-p）」（ヒザラガイ・ある・ところ）
  - 松浦武四郎が『東蝦夷日誌』に別説として記しているもの。
4. 「ケニオマㇷ゚（keni-oma-p）」(ハマヒルガオの根・ある・ところ）
  - 『北海道駅名の起源』（1954年版）で本桐駅の駅名由来とされているアイヌ語「ポンケリマㇷ゚（pon-kerimap）」（子なる・ケリマㇷ゚川）の説明で紹介されている解釈。1973年版でも同説を紹介[3]。

## 流域の市町村
北海道
日高振興局日高郡新ひだか町三石

## 支流
- クーベツ川
- ヌキベツ川
- モモカリ川
- ニタラチ川
- 高津川
- 咲梅川
- ルベシベ川
- 庄内川
- 久遠川
- サットムクシュナイ川
- シュムロ排水川
- シュムロ川

## 主な橋梁
- 札内橋
- 清瀬橋 - 北海道道746号高見西舎線
- 川上橋
- 稲見橋
- 歌笛橋
- 南歌笛橋 - 北海道道1025号静内浦河線
- 本桐橋
- 美野和橋
- 鳧舞橋 - 国道235号